# Giovanni Nicelli
Giovanni Nicelli (Lugagnano Val d'Arda, 27 ottobre 1893 – Montello, 5 maggio 1918) è stato un militare e aviatore italiano pluridecorato; asso dell'aviazione da caccia, è accreditato di 8 (o 9) abbattimenti durante la prima guerra mondiale. Dopo la fine del conflitto, le sue vittorie vennero riesaminate dai Servizi di Intelligence militari italiani e ridotte ufficialmente da nove a otto.

## Biografia
Nacque a Lugagnano Val d'Arda il 27 ottobre 1893 e, sin dalla giovane età, si appassionò ai motori, lavorando con il piacentino Giovanni Centenari, inventore di un motore a benzina per velivoli. Le prime notizie sulla sua attività come aviatore lo vedono, con il grado di caporale, presso la 79ª Squadriglia del VII Gruppo aeroplani, equipaggiata con i biplani Nieuport Ni 17 Bébé. La sua prima vittoria aerea viene conseguita il 14 giugno 1917, sul Monte Verena, ma non gli fu riconosciuta.
Con la 79ª Squadriglia prese parte, nell'autunno del 1917, alla battaglia di Caporetto. Durante tale battaglia abbatté due velivoli austro-ungarici, venendo decorato con la Medaglia d'argento al valor militare. Il 30 gennaio 1918 conseguì la sua sesta vittoria, venendo insignito con una seconda Medaglia d'argento al valor militare. Il 4 maggio 1918 affrontò una formazione nemica composta da sette aerei, abbattendone uno e costringendo gli altri a darsi alla fuga. Quello stesso giorno, in un'altra azione, abbatte un altro aereo nemico. Il giorno successivo, 5 maggio 1918 il suo Nieuport Ni.27 (matricola 11353) ebbe un cedimento strutturale in volo durante una manovra acrobatica, precipitando al suolo vicino a Porcellengo, ed egli rimase ucciso sul colpo. Alla data della sua morte, era accreditato di otto vittorie aeree e decorato con tre Medaglie d'argento al valor militare.
Alla sua memoria venne intitolato l'aeroporto del Lido di Venezia. La sezione dell'Associazione Arma Aeronautica di Lugagnano Val d'Arda porta il suo nome.

## Vittorie
Sul fronte italiano il sergente Gustavo Nicelli ottenne complessivamente 8 vittorie confermate.
| Nr | data             | compagnia       | aereo          | avversario            | località     |
| 1  | 25 ottobre 1917  | 79ª Squadriglia | Nieuport Ni.17 | tipo sconosciuto      | [ 1 ]        |
| 2  | 7 novembre 1917  | 79ª Squadriglia |                | Hansa-Brandenburg C.I | Fonzaso      |
| 3  | 7 dicembre 1917  | 79ª Squadriglia |                | tipo sconosciuto      | Val d'Assa   |
| 4  | 30 gennaio 1918  | 79ª Squadriglia |                | Hansa-Brandenburg C.I | Costalunga   |
| 5  | 3 febbraio 1918  | 79ª Squadriglia |                | Hansa-Brandenburg C.I | Case Girardi |
| 6  | 24 febbraio 1918 | 79ª Squadriglia |                | Phöenix C.I           | Cismon       |
| 7  | 4 maggio 1918    | 79ª Squadriglia | Nieuport Ni.27 | Albatros D.III        | Montello     |
| 8  | 4 maggio 1918    | 79ª Squadriglia | Nieuport Ni.27 | Albatros D.III        | Montello     |

### Fonti
1. 1 2 3 4 5 6 7  Varriale 2009, p. 66.
2. 1 2 3 4  Varriale 2009, p. 68.
3. 1 2 3 4  Franks, Guest, Alegy 1997, pp. 147-148.
4. 1 2 3 4  Varriale 2009, p. 67.
5. ↑  Bosworth 2014, p. 111.
6. ↑  In collaborazione con Antonio Reali.
7. ↑  In collaborazione con Marziale Cerutti.